# Милан Велимировић
Милан Велимировић (Ниш, 21. април 1952 — Београд, 25. фебруар 2013) био је српски проблемиста и шаховски публициста.

## Биографија
Први је проблем компоновао 1967. године. Објавио је око 400 шаховских проблема, од чега му је више од половине одликовано на турнирима. Интернационални је судија ФИДЕ за шаховску композицију од 1977. Титулу Велемајстор у решавању шаховских проблема стекао је 1984, а тек у касним годинама 2010. и титулу Велемајстор у састављању шаховских проблема, иако ју је, по својим стваралачким дометима, много раније заслуживао. У ФИДЕ Албумима заступљен је са 86 композиција.
Као врло млад је почео сарадњу са званичним часописом Шаховског савеза Србије „МАТ“, најпре као технички уредник, а са 22 године и као главни уредник проблемског сепарата „МАТ“, који је у периоду од 1974-85 уздигао на ниво авангардног проблемског часописа у светским размерама. Управо крајем 1984, када је остварио највеће успехе, најбољи југословенски проблемиста се повукао са сцене пуну деценију: 1985-94. Незадовољан ситуацијом у домаћој проблемској организацији, Велимировић се посветио основној професији, успешног програмера.
Други период проблемске активности обележио је покретањем, уређивањем и издавањем међународног часописа на енглеском језику „Мат Плус“, од 1994. до 2013. Тим је часописом још више подигао светске стандарде.
Трећи период почео је крајем 2006, покретањем сајта „Мат Плус“ на енглеском језику и одлуком да напусти посао програмера и живи од публицистике. Овим најризичнијим финансијским кораком поклонио је свету проблемског шаха данас најпопуларнији сајт „Мат Плус“ и многе изузетне публикације. Крунска је била „Енциклопедија проблемског шаха - термини и теме“, у издању „Шаховског информатора“, капитално дело које је стигао да доврши крајем 2012, пре него што се разболео.
Његова креација је и компјутерски систем за брзо решавање проблема „Мат Плус”. Премијерно је употребљен у мечу Београд-Москва 1997, а данас се, у различитим верзијама, свуда примењује. Један од првих рачунарских програма за решавање и архивирање шаховских проблема и штампање шаховских дијаграма „MatPlus Librarian” такође је још увек у употреби. Штета је што Милан није нашао времена да свој одлично замишљен пројекат унапреди новим могућностима, које пружају савремени процесори. Једноставно, познат као велики индивидуалац у свом послу, јер није могао да нађе равноправног сарадника, Милан Велимировић физички није био у могућности да реализује већину од својих изузетних идеја.
Поред осталих организационих активности био је дугогодишњи делегат и потпредседник међународне Комисије Фиде за проблемски шах. Изузетно је цењен његов допринос теорији проблемског шаха, кроз бројне теоретске чланке и предавања. Његово стваралаштво тек треба да буде систематизовано и публиковано у књизи која ће бити достојна његове величине.
Изнад свега што је урадио за проблемски шах, била је непоновљива личност Милана Велимировића, која га је чинила лидером у сваком друштву. Увек спреман да учини, покаже и поучи, био је звезда и посла и забаве.
Због дугих прекида и обимне публицистичке делатности, Велимировићу је титула велемајстора шаховске композиције призната тек 2010. године. На светским и европским првенствима у решавању шаховских проблема комплетирао је колекцију од 16 медаља, а у последњем периоду био је успешан директор и главни судија истих шампионата.
Милан Велимировић је много више цењен у међународним оквирима, него у својој земљи. Није стекао ниједно друштвено признање.
|   | a | b | c | d | e | f | g | h |   |
| 8 | a8 white bishop · b8 white rook · c8 white knight · b7 white queen · c7 black pawn · h7 black queen · a6 white pawn · d6 black pawn · g6 black pawn · g5 black rook · a4 black pawn · c4 black king · d4 white pawn · h4 black pawn · h3 white rook · e2 white knight · a1 black knight · d1 white king · e1 black bishop | a8 white bishop · b8 white rook · c8 white knight · b7 white queen · c7 black pawn · h7 black queen · a6 white pawn · d6 black pawn · g6 black pawn · g5 black rook · a4 black pawn · c4 black king · d4 white pawn · h4 black pawn · h3 white rook · e2 white knight · a1 black knight · d1 white king · e1 black bishop | a8 white bishop · b8 white rook · c8 white knight · b7 white queen · c7 black pawn · h7 black queen · a6 white pawn · d6 black pawn · g6 black pawn · g5 black rook · a4 black pawn · c4 black king · d4 white pawn · h4 black pawn · h3 white rook · e2 white knight · a1 black knight · d1 white king · e1 black bishop | a8 white bishop · b8 white rook · c8 white knight · b7 white queen · c7 black pawn · h7 black queen · a6 white pawn · d6 black pawn · g6 black pawn · g5 black rook · a4 black pawn · c4 black king · d4 white pawn · h4 black pawn · h3 white rook · e2 white knight · a1 black knight · d1 white king · e1 black bishop | a8 white bishop · b8 white rook · c8 white knight · b7 white queen · c7 black pawn · h7 black queen · a6 white pawn · d6 black pawn · g6 black pawn · g5 black rook · a4 black pawn · c4 black king · d4 white pawn · h4 black pawn · h3 white rook · e2 white knight · a1 black knight · d1 white king · e1 black bishop | a8 white bishop · b8 white rook · c8 white knight · b7 white queen · c7 black pawn · h7 black queen · a6 white pawn · d6 black pawn · g6 black pawn · g5 black rook · a4 black pawn · c4 black king · d4 white pawn · h4 black pawn · h3 white rook · e2 white knight · a1 black knight · d1 white king · e1 black bishop | a8 white bishop · b8 white rook · c8 white knight · b7 white queen · c7 black pawn · h7 black queen · a6 white pawn · d6 black pawn · g6 black pawn · g5 black rook · a4 black pawn · c4 black king · d4 white pawn · h4 black pawn · h3 white rook · e2 white knight · a1 black knight · d1 white king · e1 black bishop | a8 white bishop · b8 white rook · c8 white knight · b7 white queen · c7 black pawn · h7 black queen · a6 white pawn · d6 black pawn · g6 black pawn · g5 black rook · a4 black pawn · c4 black king · d4 white pawn · h4 black pawn · h3 white rook · e2 white knight · a1 black knight · d1 white king · e1 black bishop | 8 |
| 7 | a8 white bishop · b8 white rook · c8 white knight · b7 white queen · c7 black pawn · h7 black queen · a6 white pawn · d6 black pawn · g6 black pawn · g5 black rook · a4 black pawn · c4 black king · d4 white pawn · h4 black pawn · h3 white rook · e2 white knight · a1 black knight · d1 white king · e1 black bishop | a8 white bishop · b8 white rook · c8 white knight · b7 white queen · c7 black pawn · h7 black queen · a6 white pawn · d6 black pawn · g6 black pawn · g5 black rook · a4 black pawn · c4 black king · d4 white pawn · h4 black pawn · h3 white rook · e2 white knight · a1 black knight · d1 white king · e1 black bishop | a8 white bishop · b8 white rook · c8 white knight · b7 white queen · c7 black pawn · h7 black queen · a6 white pawn · d6 black pawn · g6 black pawn · g5 black rook · a4 black pawn · c4 black king · d4 white pawn · h4 black pawn · h3 white rook · e2 white knight · a1 black knight · d1 white king · e1 black bishop | a8 white bishop · b8 white rook · c8 white knight · b7 white queen · c7 black pawn · h7 black queen · a6 white pawn · d6 black pawn · g6 black pawn · g5 black rook · a4 black pawn · c4 black king · d4 white pawn · h4 black pawn · h3 white rook · e2 white knight · a1 black knight · d1 white king · e1 black bishop | a8 white bishop · b8 white rook · c8 white knight · b7 white queen · c7 black pawn · h7 black queen · a6 white pawn · d6 black pawn · g6 black pawn · g5 black rook · a4 black pawn · c4 black king · d4 white pawn · h4 black pawn · h3 white rook · e2 white knight · a1 black knight · d1 white king · e1 black bishop | a8 white bishop · b8 white rook · c8 white knight · b7 white queen · c7 black pawn · h7 black queen · a6 white pawn · d6 black pawn · g6 black pawn · g5 black rook · a4 black pawn · c4 black king · d4 white pawn · h4 black pawn · h3 white rook · e2 white knight · a1 black knight · d1 white king · e1 black bishop | a8 white bishop · b8 white rook · c8 white knight · b7 white queen · c7 black pawn · h7 black queen · a6 white pawn · d6 black pawn · g6 black pawn · g5 black rook · a4 black pawn · c4 black king · d4 white pawn · h4 black pawn · h3 white rook · e2 white knight · a1 black knight · d1 white king · e1 black bishop | a8 white bishop · b8 white rook · c8 white knight · b7 white queen · c7 black pawn · h7 black queen · a6 white pawn · d6 black pawn · g6 black pawn · g5 black rook · a4 black pawn · c4 black king · d4 white pawn · h4 black pawn · h3 white rook · e2 white knight · a1 black knight · d1 white king · e1 black bishop | 7 |
| 6 | a8 white bishop · b8 white rook · c8 white knight · b7 white queen · c7 black pawn · h7 black queen · a6 white pawn · d6 black pawn · g6 black pawn · g5 black rook · a4 black pawn · c4 black king · d4 white pawn · h4 black pawn · h3 white rook · e2 white knight · a1 black knight · d1 white king · e1 black bishop | a8 white bishop · b8 white rook · c8 white knight · b7 white queen · c7 black pawn · h7 black queen · a6 white pawn · d6 black pawn · g6 black pawn · g5 black rook · a4 black pawn · c4 black king · d4 white pawn · h4 black pawn · h3 white rook · e2 white knight · a1 black knight · d1 white king · e1 black bishop | a8 white bishop · b8 white rook · c8 white knight · b7 white queen · c7 black pawn · h7 black queen · a6 white pawn · d6 black pawn · g6 black pawn · g5 black rook · a4 black pawn · c4 black king · d4 white pawn · h4 black pawn · h3 white rook · e2 white knight · a1 black knight · d1 white king · e1 black bishop | a8 white bishop · b8 white rook · c8 white knight · b7 white queen · c7 black pawn · h7 black queen · a6 white pawn · d6 black pawn · g6 black pawn · g5 black rook · a4 black pawn · c4 black king · d4 white pawn · h4 black pawn · h3 white rook · e2 white knight · a1 black knight · d1 white king · e1 black bishop | a8 white bishop · b8 white rook · c8 white knight · b7 white queen · c7 black pawn · h7 black queen · a6 white pawn · d6 black pawn · g6 black pawn · g5 black rook · a4 black pawn · c4 black king · d4 white pawn · h4 black pawn · h3 white rook · e2 white knight · a1 black knight · d1 white king · e1 black bishop | a8 white bishop · b8 white rook · c8 white knight · b7 white queen · c7 black pawn · h7 black queen · a6 white pawn · d6 black pawn · g6 black pawn · g5 black rook · a4 black pawn · c4 black king · d4 white pawn · h4 black pawn · h3 white rook · e2 white knight · a1 black knight · d1 white king · e1 black bishop | a8 white bishop · b8 white rook · c8 white knight · b7 white queen · c7 black pawn · h7 black queen · a6 white pawn · d6 black pawn · g6 black pawn · g5 black rook · a4 black pawn · c4 black king · d4 white pawn · h4 black pawn · h3 white rook · e2 white knight · a1 black knight · d1 white king · e1 black bishop | a8 white bishop · b8 white rook · c8 white knight · b7 white queen · c7 black pawn · h7 black queen · a6 white pawn · d6 black pawn · g6 black pawn · g5 black rook · a4 black pawn · c4 black king · d4 white pawn · h4 black pawn · h3 white rook · e2 white knight · a1 black knight · d1 white king · e1 black bishop | 6 |
| 5 | a8 white bishop · b8 white rook · c8 white knight · b7 white queen · c7 black pawn · h7 black queen · a6 white pawn · d6 black pawn · g6 black pawn · g5 black rook · a4 black pawn · c4 black king · d4 white pawn · h4 black pawn · h3 white rook · e2 white knight · a1 black knight · d1 white king · e1 black bishop | a8 white bishop · b8 white rook · c8 white knight · b7 white queen · c7 black pawn · h7 black queen · a6 white pawn · d6 black pawn · g6 black pawn · g5 black rook · a4 black pawn · c4 black king · d4 white pawn · h4 black pawn · h3 white rook · e2 white knight · a1 black knight · d1 white king · e1 black bishop | a8 white bishop · b8 white rook · c8 white knight · b7 white queen · c7 black pawn · h7 black queen · a6 white pawn · d6 black pawn · g6 black pawn · g5 black rook · a4 black pawn · c4 black king · d4 white pawn · h4 black pawn · h3 white rook · e2 white knight · a1 black knight · d1 white king · e1 black bishop | a8 white bishop · b8 white rook · c8 white knight · b7 white queen · c7 black pawn · h7 black queen · a6 white pawn · d6 black pawn · g6 black pawn · g5 black rook · a4 black pawn · c4 black king · d4 white pawn · h4 black pawn · h3 white rook · e2 white knight · a1 black knight · d1 white king · e1 black bishop | a8 white bishop · b8 white rook · c8 white knight · b7 white queen · c7 black pawn · h7 black queen · a6 white pawn · d6 black pawn · g6 black pawn · g5 black rook · a4 black pawn · c4 black king · d4 white pawn · h4 black pawn · h3 white rook · e2 white knight · a1 black knight · d1 white king · e1 black bishop | a8 white bishop · b8 white rook · c8 white knight · b7 white queen · c7 black pawn · h7 black queen · a6 white pawn · d6 black pawn · g6 black pawn · g5 black rook · a4 black pawn · c4 black king · d4 white pawn · h4 black pawn · h3 white rook · e2 white knight · a1 black knight · d1 white king · e1 black bishop | a8 white bishop · b8 white rook · c8 white knight · b7 white queen · c7 black pawn · h7 black queen · a6 white pawn · d6 black pawn · g6 black pawn · g5 black rook · a4 black pawn · c4 black king · d4 white pawn · h4 black pawn · h3 white rook · e2 white knight · a1 black knight · d1 white king · e1 black bishop | a8 white bishop · b8 white rook · c8 white knight · b7 white queen · c7 black pawn · h7 black queen · a6 white pawn · d6 black pawn · g6 black pawn · g5 black rook · a4 black pawn · c4 black king · d4 white pawn · h4 black pawn · h3 white rook · e2 white knight · a1 black knight · d1 white king · e1 black bishop | 5 |
| 4 | a8 white bishop · b8 white rook · c8 white knight · b7 white queen · c7 black pawn · h7 black queen · a6 white pawn · d6 black pawn · g6 black pawn · g5 black rook · a4 black pawn · c4 black king · d4 white pawn · h4 black pawn · h3 white rook · e2 white knight · a1 black knight · d1 white king · e1 black bishop | a8 white bishop · b8 white rook · c8 white knight · b7 white queen · c7 black pawn · h7 black queen · a6 white pawn · d6 black pawn · g6 black pawn · g5 black rook · a4 black pawn · c4 black king · d4 white pawn · h4 black pawn · h3 white rook · e2 white knight · a1 black knight · d1 white king · e1 black bishop | a8 white bishop · b8 white rook · c8 white knight · b7 white queen · c7 black pawn · h7 black queen · a6 white pawn · d6 black pawn · g6 black pawn · g5 black rook · a4 black pawn · c4 black king · d4 white pawn · h4 black pawn · h3 white rook · e2 white knight · a1 black knight · d1 white king · e1 black bishop | a8 white bishop · b8 white rook · c8 white knight · b7 white queen · c7 black pawn · h7 black queen · a6 white pawn · d6 black pawn · g6 black pawn · g5 black rook · a4 black pawn · c4 black king · d4 white pawn · h4 black pawn · h3 white rook · e2 white knight · a1 black knight · d1 white king · e1 black bishop | a8 white bishop · b8 white rook · c8 white knight · b7 white queen · c7 black pawn · h7 black queen · a6 white pawn · d6 black pawn · g6 black pawn · g5 black rook · a4 black pawn · c4 black king · d4 white pawn · h4 black pawn · h3 white rook · e2 white knight · a1 black knight · d1 white king · e1 black bishop | a8 white bishop · b8 white rook · c8 white knight · b7 white queen · c7 black pawn · h7 black queen · a6 white pawn · d6 black pawn · g6 black pawn · g5 black rook · a4 black pawn · c4 black king · d4 white pawn · h4 black pawn · h3 white rook · e2 white knight · a1 black knight · d1 white king · e1 black bishop | a8 white bishop · b8 white rook · c8 white knight · b7 white queen · c7 black pawn · h7 black queen · a6 white pawn · d6 black pawn · g6 black pawn · g5 black rook · a4 black pawn · c4 black king · d4 white pawn · h4 black pawn · h3 white rook · e2 white knight · a1 black knight · d1 white king · e1 black bishop | a8 white bishop · b8 white rook · c8 white knight · b7 white queen · c7 black pawn · h7 black queen · a6 white pawn · d6 black pawn · g6 black pawn · g5 black rook · a4 black pawn · c4 black king · d4 white pawn · h4 black pawn · h3 white rook · e2 white knight · a1 black knight · d1 white king · e1 black bishop | 4 |
| 3 | a8 white bishop · b8 white rook · c8 white knight · b7 white queen · c7 black pawn · h7 black queen · a6 white pawn · d6 black pawn · g6 black pawn · g5 black rook · a4 black pawn · c4 black king · d4 white pawn · h4 black pawn · h3 white rook · e2 white knight · a1 black knight · d1 white king · e1 black bishop | a8 white bishop · b8 white rook · c8 white knight · b7 white queen · c7 black pawn · h7 black queen · a6 white pawn · d6 black pawn · g6 black pawn · g5 black rook · a4 black pawn · c4 black king · d4 white pawn · h4 black pawn · h3 white rook · e2 white knight · a1 black knight · d1 white king · e1 black bishop | a8 white bishop · b8 white rook · c8 white knight · b7 white queen · c7 black pawn · h7 black queen · a6 white pawn · d6 black pawn · g6 black pawn · g5 black rook · a4 black pawn · c4 black king · d4 white pawn · h4 black pawn · h3 white rook · e2 white knight · a1 black knight · d1 white king · e1 black bishop | a8 white bishop · b8 white rook · c8 white knight · b7 white queen · c7 black pawn · h7 black queen · a6 white pawn · d6 black pawn · g6 black pawn · g5 black rook · a4 black pawn · c4 black king · d4 white pawn · h4 black pawn · h3 white rook · e2 white knight · a1 black knight · d1 white king · e1 black bishop | a8 white bishop · b8 white rook · c8 white knight · b7 white queen · c7 black pawn · h7 black queen · a6 white pawn · d6 black pawn · g6 black pawn · g5 black rook · a4 black pawn · c4 black king · d4 white pawn · h4 black pawn · h3 white rook · e2 white knight · a1 black knight · d1 white king · e1 black bishop | a8 white bishop · b8 white rook · c8 white knight · b7 white queen · c7 black pawn · h7 black queen · a6 white pawn · d6 black pawn · g6 black pawn · g5 black rook · a4 black pawn · c4 black king · d4 white pawn · h4 black pawn · h3 white rook · e2 white knight · a1 black knight · d1 white king · e1 black bishop | a8 white bishop · b8 white rook · c8 white knight · b7 white queen · c7 black pawn · h7 black queen · a6 white pawn · d6 black pawn · g6 black pawn · g5 black rook · a4 black pawn · c4 black king · d4 white pawn · h4 black pawn · h3 white rook · e2 white knight · a1 black knight · d1 white king · e1 black bishop | a8 white bishop · b8 white rook · c8 white knight · b7 white queen · c7 black pawn · h7 black queen · a6 white pawn · d6 black pawn · g6 black pawn · g5 black rook · a4 black pawn · c4 black king · d4 white pawn · h4 black pawn · h3 white rook · e2 white knight · a1 black knight · d1 white king · e1 black bishop | 3 |
| 2 | a8 white bishop · b8 white rook · c8 white knight · b7 white queen · c7 black pawn · h7 black queen · a6 white pawn · d6 black pawn · g6 black pawn · g5 black rook · a4 black pawn · c4 black king · d4 white pawn · h4 black pawn · h3 white rook · e2 white knight · a1 black knight · d1 white king · e1 black bishop | a8 white bishop · b8 white rook · c8 white knight · b7 white queen · c7 black pawn · h7 black queen · a6 white pawn · d6 black pawn · g6 black pawn · g5 black rook · a4 black pawn · c4 black king · d4 white pawn · h4 black pawn · h3 white rook · e2 white knight · a1 black knight · d1 white king · e1 black bishop | a8 white bishop · b8 white rook · c8 white knight · b7 white queen · c7 black pawn · h7 black queen · a6 white pawn · d6 black pawn · g6 black pawn · g5 black rook · a4 black pawn · c4 black king · d4 white pawn · h4 black pawn · h3 white rook · e2 white knight · a1 black knight · d1 white king · e1 black bishop | a8 white bishop · b8 white rook · c8 white knight · b7 white queen · c7 black pawn · h7 black queen · a6 white pawn · d6 black pawn · g6 black pawn · g5 black rook · a4 black pawn · c4 black king · d4 white pawn · h4 black pawn · h3 white rook · e2 white knight · a1 black knight · d1 white king · e1 black bishop | a8 white bishop · b8 white rook · c8 white knight · b7 white queen · c7 black pawn · h7 black queen · a6 white pawn · d6 black pawn · g6 black pawn · g5 black rook · a4 black pawn · c4 black king · d4 white pawn · h4 black pawn · h3 white rook · e2 white knight · a1 black knight · d1 white king · e1 black bishop | a8 white bishop · b8 white rook · c8 white knight · b7 white queen · c7 black pawn · h7 black queen · a6 white pawn · d6 black pawn · g6 black pawn · g5 black rook · a4 black pawn · c4 black king · d4 white pawn · h4 black pawn · h3 white rook · e2 white knight · a1 black knight · d1 white king · e1 black bishop | a8 white bishop · b8 white rook · c8 white knight · b7 white queen · c7 black pawn · h7 black queen · a6 white pawn · d6 black pawn · g6 black pawn · g5 black rook · a4 black pawn · c4 black king · d4 white pawn · h4 black pawn · h3 white rook · e2 white knight · a1 black knight · d1 white king · e1 black bishop | a8 white bishop · b8 white rook · c8 white knight · b7 white queen · c7 black pawn · h7 black queen · a6 white pawn · d6 black pawn · g6 black pawn · g5 black rook · a4 black pawn · c4 black king · d4 white pawn · h4 black pawn · h3 white rook · e2 white knight · a1 black knight · d1 white king · e1 black bishop | 2 |
| 1 | a8 white bishop · b8 white rook · c8 white knight · b7 white queen · c7 black pawn · h7 black queen · a6 white pawn · d6 black pawn · g6 black pawn · g5 black rook · a4 black pawn · c4 black king · d4 white pawn · h4 black pawn · h3 white rook · e2 white knight · a1 black knight · d1 white king · e1 black bishop | a8 white bishop · b8 white rook · c8 white knight · b7 white queen · c7 black pawn · h7 black queen · a6 white pawn · d6 black pawn · g6 black pawn · g5 black rook · a4 black pawn · c4 black king · d4 white pawn · h4 black pawn · h3 white rook · e2 white knight · a1 black knight · d1 white king · e1 black bishop | a8 white bishop · b8 white rook · c8 white knight · b7 white queen · c7 black pawn · h7 black queen · a6 white pawn · d6 black pawn · g6 black pawn · g5 black rook · a4 black pawn · c4 black king · d4 white pawn · h4 black pawn · h3 white rook · e2 white knight · a1 black knight · d1 white king · e1 black bishop | a8 white bishop · b8 white rook · c8 white knight · b7 white queen · c7 black pawn · h7 black queen · a6 white pawn · d6 black pawn · g6 black pawn · g5 black rook · a4 black pawn · c4 black king · d4 white pawn · h4 black pawn · h3 white rook · e2 white knight · a1 black knight · d1 white king · e1 black bishop | a8 white bishop · b8 white rook · c8 white knight · b7 white queen · c7 black pawn · h7 black queen · a6 white pawn · d6 black pawn · g6 black pawn · g5 black rook · a4 black pawn · c4 black king · d4 white pawn · h4 black pawn · h3 white rook · e2 white knight · a1 black knight · d1 white king · e1 black bishop | a8 white bishop · b8 white rook · c8 white knight · b7 white queen · c7 black pawn · h7 black queen · a6 white pawn · d6 black pawn · g6 black pawn · g5 black rook · a4 black pawn · c4 black king · d4 white pawn · h4 black pawn · h3 white rook · e2 white knight · a1 black knight · d1 white king · e1 black bishop | a8 white bishop · b8 white rook · c8 white knight · b7 white queen · c7 black pawn · h7 black queen · a6 white pawn · d6 black pawn · g6 black pawn · g5 black rook · a4 black pawn · c4 black king · d4 white pawn · h4 black pawn · h3 white rook · e2 white knight · a1 black knight · d1 white king · e1 black bishop | a8 white bishop · b8 white rook · c8 white knight · b7 white queen · c7 black pawn · h7 black queen · a6 white pawn · d6 black pawn · g6 black pawn · g5 black rook · a4 black pawn · c4 black king · d4 white pawn · h4 black pawn · h3 white rook · e2 white knight · a1 black knight · d1 white king · e1 black bishop | 1 |
|   | a | b | c | d | e | f | g | h |   |

Решење:
У варци 1.Df3? на одбране 1...Tg3, 1...Lg3 и 1...c6 следе матови 2.Ld5, 2.Dc3 и 2.Sxd6, оборење варке је 1...Tb5! .
 Решење је

1. Db7-b1! са варијантама

1. ... Tg5-g3 2. Db1-b5 мат

1. ... Le1-g3 2. Tb8-b4 мат

1. ... c7-c6 2. Sc8-b6 мат

1. ... Sa1-c2 2. Db1-a2 мат
Проблем приказује Бристолску тему у варци и решењу и измењене матове на исте одбране црног.

## Књиге
- Milan Velimirović and Kari Valtonen: Encyclopedia of Chess Problems - Themes and Terms. Chess Informant. 2012. ISBN 978-86-7297-064-7., Belgrade.
- Milan Velimirović and Marjan Kovačević: 2345 Chess problems – Anthology of Chess Combinations. Chess Informant. 1997. ISBN 978-86-7297-031-9., Belgrade.   8806962
- Milan Velimirović and Touw Hian Bwee: A Collection of Chess Problems by Touw Hian Bwee. Velimirović. 2008. ISBN 978-86-911721-0-7., Belgrade.